# Spaanse Trappen

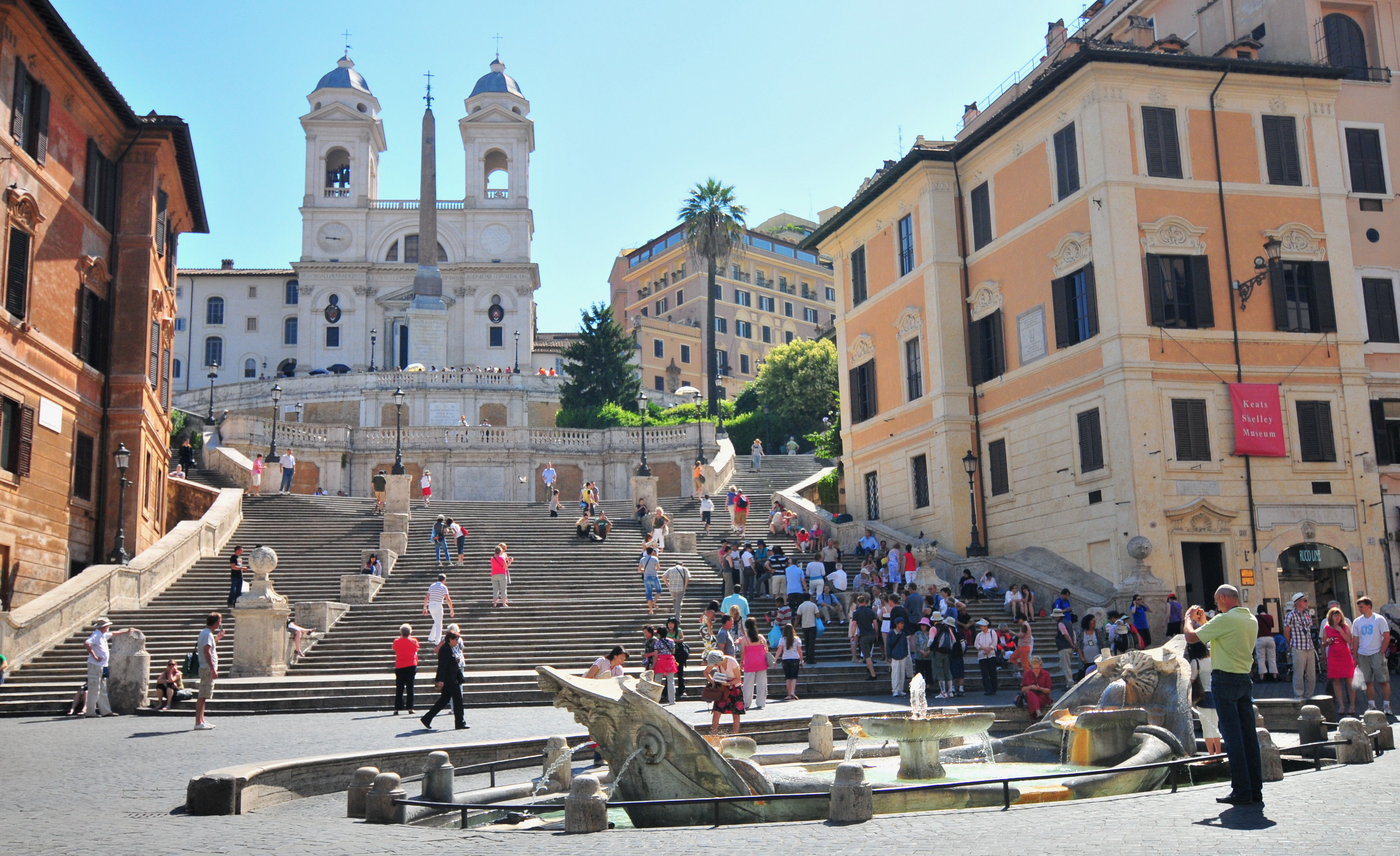
Spaanse Trappen met aan de voeten de Fontana della Barcaccia

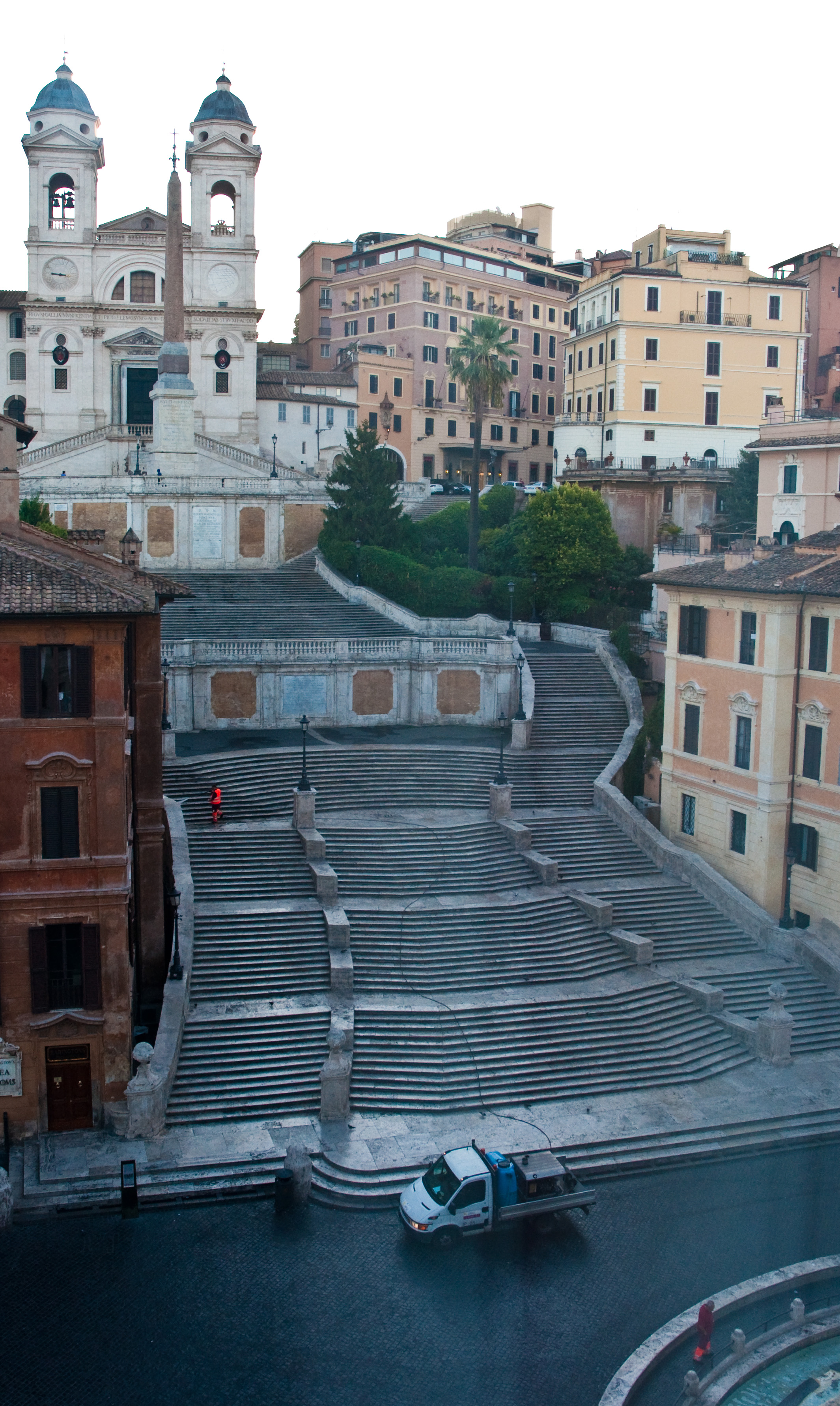
de Spaanse Trappen op een vroege ochtend

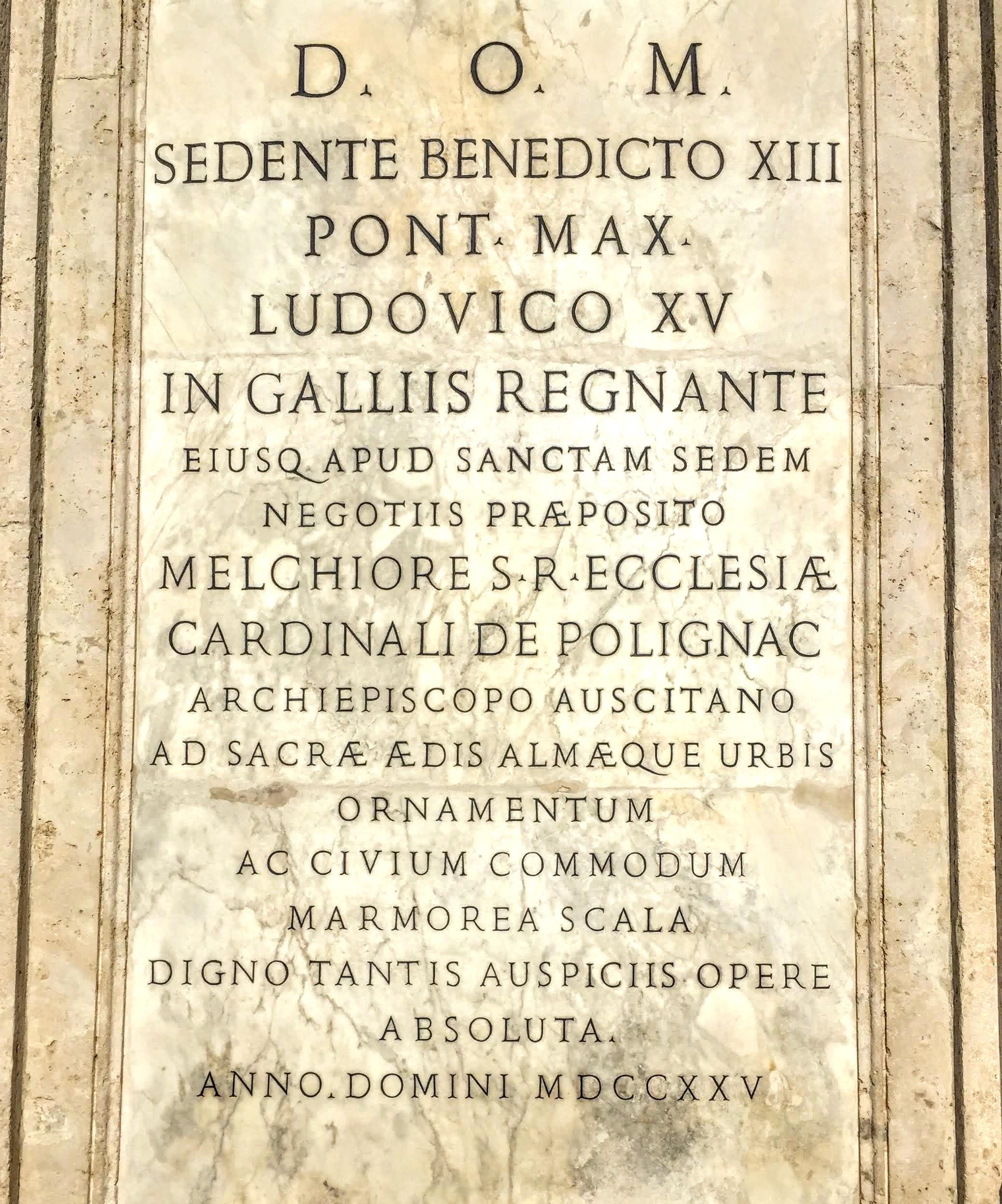
opschrift op het tweede terras n.a.v. de afwerking van de Trappen in 1725

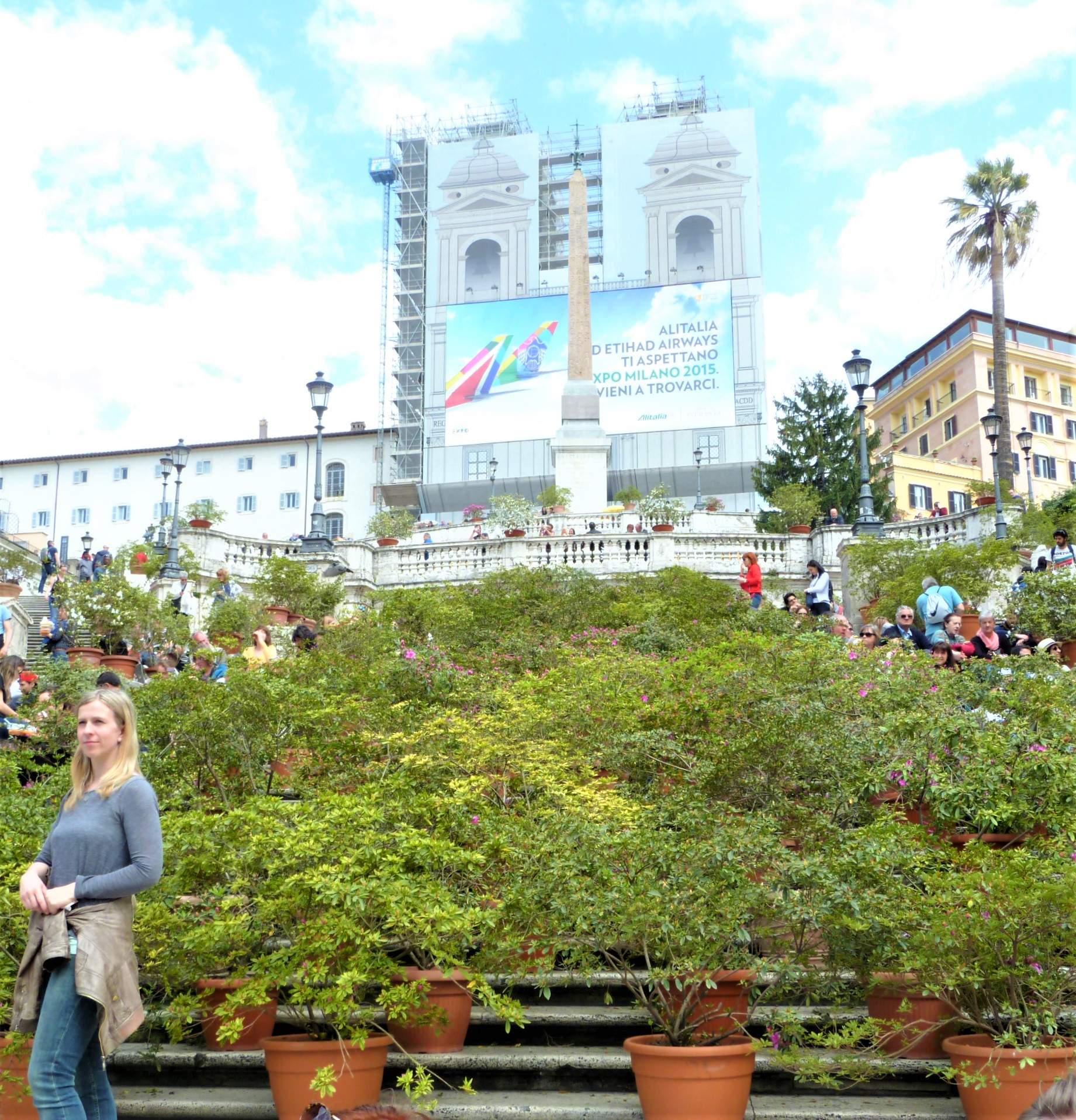
azalea's klaar om open te bloeien

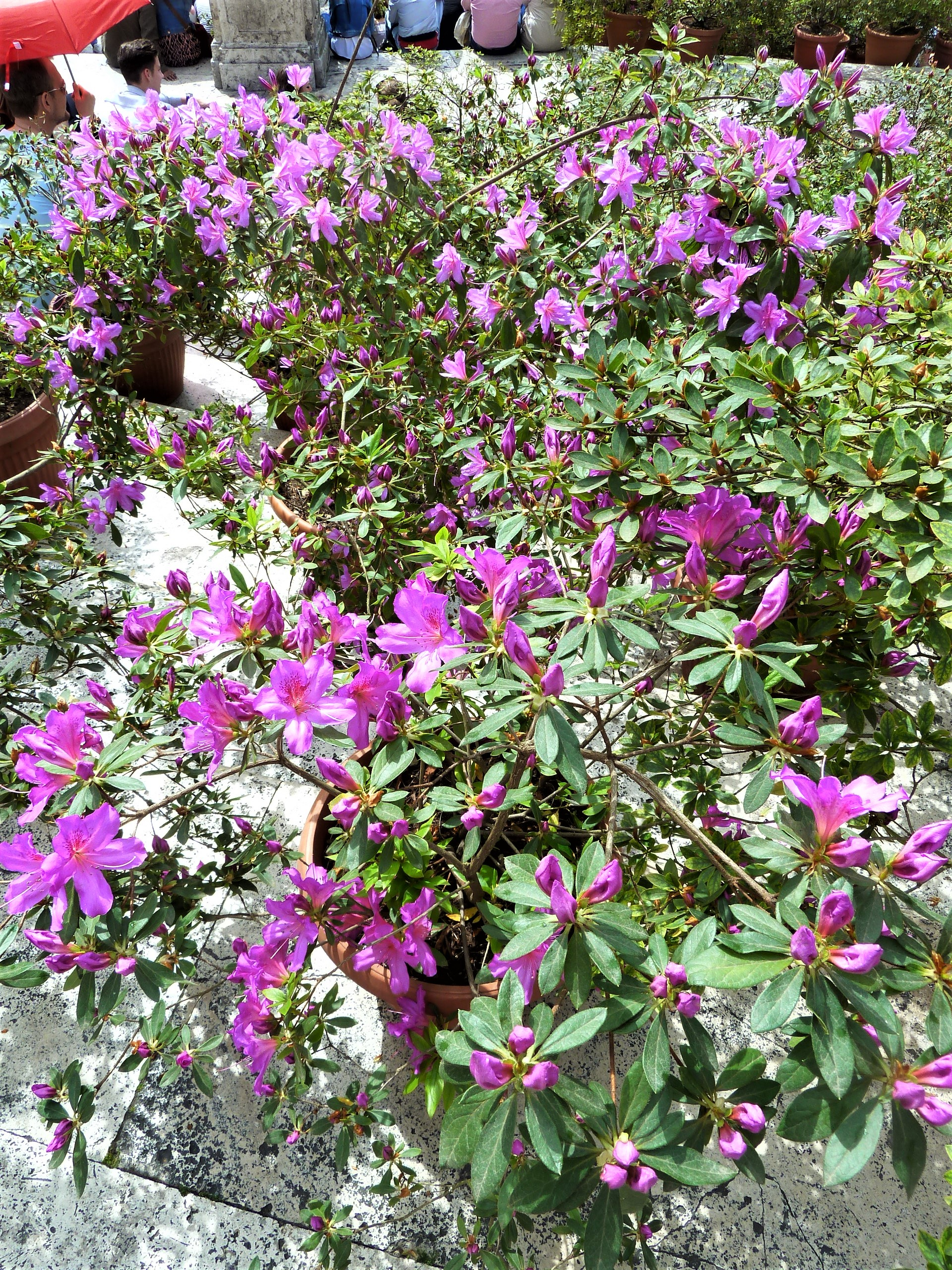
de lila azalea's

De Spaanse Trappen in Rome verbinden de Piazza di Spagna met de Pincio-heuvel, en voeren naar de 16de-eeuwse kerk Trinità dei Monti. Samen met de Trevifontein behoren ze tot de meest bekende stadsgezichten van Rome. Tegelijk worden ze gerekend tot de mooiste voorbeelden van de late barok in deze stad.

## Geschiedenis
Al in de 16de eeuw groeide het voornemen om het hoogteverschil tussen de Campo Marzio en de Pincio te overwinnen met een nieuw aan te leggen trap. Dit belangde vooral de Fransen aan, die de kerk Trinità dei Monti boven op de heuvel beheren en die ook eigenaar waren van het miniemenklooster ernaast.
Kardinaal Jules Mazzarin zette zich achter dit project, en de nodige fondsen kwamen beschikbaar met de nalatenschap van Étienne Gueffier, een zaakgelastigde van de Franse koning bij de Heilige Stoel. Gueffier overleed in 1660 en liet bij testament 20.000 scudi na voor de aanleg van een trap op deze plaats. Een controverse tussen Frankrijk en de Pauselijke Staat verhinderde echter lange tijd de aanvang der werken. Volgens sommige bronnen draaide het conflict rond het eigenaarschap van het perceel; elders wordt gezegd dat het verzet van de paus werd uitgelokt door het plan van de Fransen om bovenaan de Trappen, vóór de Trinità dei Monti, een ruiterstandbeeld van hun koning Lodewijk XIV op te richten.
Pas veel later werd een overeenkomst bereikt tussen de paus en Frankrijk, en in 1723 benoemde Paus Innocentius XIII de verder weinig bekende Romeinse architect Francesco De Sanctis. In datzelfde jaar vatte die de werken aan in samenwerking met Alessandro Specchi. De werken waren voltooid in 1725 en werden in dat jubeljaar ingewijd door paus Benedictus XIII.

## Naam
Zoals blijkt uit de geschiedenis, hebben de Trappen geen uitstaans met Spanje. Het predicaat "Spaans" hebben ze te danken aan het feit dat ze onderaan grenzen aan de Piazza di Spagna. Op zijn beurt is dat plein genoemd naar de Spaanse ambassade bij de Heilige Stoel, gelegen aan nr. 57 op het plein. De nabijheid van het plein gaf aanleiding tot de benaming "Spanish Steps" in het Engels en het equivalent daarvan in vele andere talen als het Nederlands, Duits, Spaans, Portugees, Russisch enz.
In het Frans, de taal van het land dat de bouw ervan heeft bekostigd, wordt het verband met Spanje nooit gelegd en heten de Trappen "l'escalier de la Trinité-des-Monts".
In het Italiaans gebruikt men zowel de benaming "Scalinata della Piazza di Spagna" als "Scalinata di/della Trinità dei Monti".

## Beschrijving
De Spaanse Trappen zijn gemaakt uit travertijn. Ze tellen 135 treden, onderbroken door twee brede terrassen. Om de twaalf treden biedt een klein platform een rustpunt. De afwisselend convexe en concave omtreklijnen van het geheel en de golvende lijnen van de treden zelf dragen bij tot de sierlijkheid en levendigheid van de Trappen. Op die manier slaagde de architect erin om op dit moeilijke perceel een alom bewonderd architecturaal geheel te creëren.
Ook de huizen aan weerszijden van de Trappen onderaan (huisnummers 25 en 26 aan de Piazza di Spagna) zijn ontworpen door Francesco De Sanctis en vormen als het ware de coulissen van dit stadsdecor.
Het akkoord dat werd bereikt tussen de paus en de Franse koning blijkt uit de heraldische tekens die zijn aangebracht op de acht zuiltjes onderaan de Trappen: vier dragen de Franse lelie, en vier tonen de adelaar van het wapenschild van de familie Conti waartoe paus Innocentius XIII behoorde.
Bovenaan de Trappen is het initieel geplande ruiterstandbeeld van de Zonnekoning nooit gekomen. In 1789 werd daar de obelisk geplaatst die afkomstig is uit de Horti Sallustiani, een archeologische vindplaats binnen de Aureliaanse Muur, tussen de Pincio en de Quirinaalheuvel. De obelisk is 13,91 meter hoog (voetstuk meegerekend 30,45 meter), en is in de Romeinse periode vervaardigd naar het voorbeeld van de Egyptische obelisken.

## Bezienswaardigheden in de omgeving
In de onmiddellijke omgeving van de Spaanse Trappen vindt men de volgende bezienswaardigheden:
- Links van de Trappen, op nr. 25 van de Piazza di Spagna, ligt Babington's Tea Rooms, gesticht in 1893 en daarmee het oudste theehuis in Rome.
- Rechts van de Trappen, op nr. 26 van de Piazza di Spagna, is het huis "Casina rossa" waar de Engelse romantische dichter John Keats logeerde vanaf 1820 en waar hij het jaar nadien al overleed. In het gebouw is thans het Keats-Shelley House ondergebracht, een museum gewijd aan de Britse dichters uit de romantiek.[1]
- Nog iets meer naar rechts, aan nr. 31, ligt het casa-museo Giorgio de Chirico waar een grote verzameling schilderijen, aquarellen, lithografieën en beeldhouwwerken is tentoongesteld van deze kunstenaar. In dit huis woonde hij de laatste 30 jaar van zijn leven tot aan zijn dood in 1978.[2]
- Aan de voet van de Trappen ligt de 100 jaar oudere Fontana della Barcaccia (letterlijk: Fontein van de oude schuit), ontworpen door Pietro Bernini.
- Op het zuidelijke gedeelte van de Piazza di Spagna staat de Colonna dell'Immacolata (Zuil van de Onbevlekte Ontvangenis) met daarop het Mariabeeld. Hier brengt de paus traditioneel een bloemenhulde op 8 december, het feest van Maria Onbevlekt Ontvangen.
- Ten noorden van de kerk Trinità dei Monti ligt de Villa Medici uit de 16e eeuw. Daarachter ligt het park Villa Borghese waarin onder andere het museum Galleria Borghese te vinden is.

## Wetenswaardigheden
- Van half april tot half mei (afhankelijk van de weersgesteldheid) worden de Spaanse Trappen tijdens de zogenaamde infiorata rijkelijk versierd met azalea's. Het gaat om witte en lila bloemen van het ras Rododendrum indicum, die niet in de handel te verkrijgen zijn en speciaal voor deze gelegenheid worden geteeld door de groendienst van de stad Rome.
- De laatste restauratie van de Trappen duurde van oktober 2015 tot september 2016. Deze werd gefinancierd met een gift van anderhalf miljoen euro van de juwelierszaak Bulgari, waarvan de hoofdzetel gevestigd is in de nabijgelegen Via Condotti.
- Sinds die laatste restauratie is het streng verboden om op de Trappen eten of drank te gebruiken of erop te gaan zitten.

## Geraadpleegde bronnen
- (it) Touring Club Italiano, Guida d'Italia: Roma, p.342, Milano 1993 (8e ed.).
- Pagina "Trinità dei Monti" van de website Roma Segreta.
- Pagina "Scalinata di Trinità dei Monti" van de Sovrintendenza Capitolina ai Beni Culturale,
- Pagina "Piazza di Spagna, le azalee sulla scalinata" (2 mei 2019)" van de website van de stad Rome.